# Hajdúböszörmény
Hajdúböszörmény is een plaats (város) en gemeente in het Hongaarse comitaat Hajdú-Bihar. Hajdúböszörmény telt ongeveer 30.000 inwoners (2007).

## Geboren
- Norbert Balogh (1996), voetballer